# Neozygites tetranychi
Neozygites tetranychi är en svampart som först beskrevs av Weiser, och fick sitt nu gällande namn av Remaud. & S. Keller 1980. Neozygites tetranychi ingår i släktet Neozygites och familjen Neozygitaceae.   Inga underarter finns listade i Catalogue of Life.